# Jean Patrick (football)
Pour les articles homonymes, voir Patrick.
Pour le prénom, voir Jean-Patrick.
Jean Patrick Reis est un footballeur brésilien né le 25 juin 1992 à São Miguel do Iguaçu. Il évolue au poste de milieu de terrain.

## Biographie
Lors de la saison 2016, il inscrit six buts en deuxième division brésilienne avec l'équipe de Luverdense.